# Východosibiřská vysočina
Východosibiřská vysočina (rusky Восточно-Сибирское нагорье, Vostočno-Sibirskoe nagor'e) je jedna ze sedmi sibiřských geomorfologických provincií v Rusku. Je to část ruského Dálného východu na severovýchodě Asie.

## Geografie
Východosibiřská vysočina se rozprostírá na rozsáhlém a geomorfologicky ostře rozčleněném území v severovýchodním cípu asijské pevniny, mezi Severním ledovým a Tichým oceánem s jejich okrajovými moři (moře Laptěvů, Východosibiřské moře, Čukotské moře, Beringovo moře a Ochotské moře).
Zahrnuje v podstatě několik samostatných pohoří, která se táhnou v délce kolem 3000 km od údolí Leny ve Středojakutské nížině až po Děžněvův mys. Ze severu se do něj zařezává Východosibiřská nížina. Na jihozápadě plynule přechází v Jihosibiřská pohoří.

### Název
Popisovaný horský systém překračuje východní hranici Sibiře, místo vžitého názvu Východosibiřská vysočina by se tedy měl správně jmenovat Severovýchodoasijská nebo Severovýchodoruská vysočina.[zdroj?]

## Členění
Od západu k východu patří pod Východosibiřskou vysočinu následující pohoří:
- Verchojanské pohoří (Верхоянский хребет)
- Ojmjakonská plošina (Оймяконское нагорье)
- pohoří Čerského (хребет Черского)
- Džugdžur (хребет Джугджур)
- Momské pohoří (Момский хребет)
- Jukagirská plošina (Юкагирское плоскогорье)
- Kolymské pohoří (Колымское нагорье)
- Anjujské pohoří (Анюйский хребет)
- Korjacké pohoří (Корякское нагорье)
- Anadyrská plošina (Анадырское плоскогорье)

## Vodstvo
Od západu k východu pramení ve Východosibiřské vysočině mj. následující řeky:
- Jana
- Indigirka
- Kolyma
- Anadyr
- Omolon

## Osídlení
Východosibiřská vysočina je osídlena velmi řídce, nejbližší velké město je Jakutsk na jejím západním okraji a Magadan na pobřeží Ochotského moře.